# Ischyrocerus nanoides
Ischyrocerus nanoides är en kräftdjursart som först beskrevs av Hansen 1887.  Ischyrocerus nanoides ingår i släktet Ischyrocerus och familjen Ischyroceridae. Inga underarter finns listade i Catalogue of Life.